# Barbro Danielson
Barbro BMD Danielson, född 6 maj 1923 i Mjörne Sjuntorp, Älvsborgs län, död 2009, var en svensk konstnär och före detta tennisspelare.
Hon var dotter till disponenten vid textilfabriken i Sjuntorp Hans Mjörne och Vanja Lilljegren och från 1945 gift med konfektionshandlaren och galleristen Sune Danielson. Hon var kusin till Ulla Margareta Littorin och Ingrid Mjörne-Michelsen. Efter avlagd realexamen i Lilla Edet 1940 studerade Danielson vid Slöjdföreningens skola i Göteborg 1940-1945 och under studieresor till bland annat New York, Tunisien och Mexiko. Separat har hon ställt ut på bland annat Gummesons Konstgalleri i Stockholm, Kalmar konstmuseum, Galleri God Konst i Göteborg, Färg och Form i Stockholm, och på Galleri Danielson i Borgholm. Hon medverkade i samlingsutställningarna på Liljevalchs Stockholmssalong, Konstfrämjandet i Stockholm, Smålands konstarkiv i Värnamo, Smålands museum i Växjö, Jönköpings konstmuseum, Sydosten i Kalmar och på Vetlanda konstmuseum. Bland hennes offentliga arbeten märks en utsmyckning för Borgholms bibliotek. Hennes konst består av porträtt, landskap och stilleben i olja. Tillsammans med sin man drev hon Galleri Danielson i Borgholm. Danielson är representerad vid Kalmar konstmuseum samt i ett flertal kommuner och landsting. Hon signerade sina arbeten med BMD.